# Carmen Alice Acosta Franco
Carmen Alice Acosta Franco (née le 27 novembre 1982 à Asuncion) est une harpiste paraguayenne. Elle joue de la harpe paraguayenne.